# Olaf-An Atom
Olaf-An Atom è un cortometraggio muto del 1913 diretto da Anthony O'Sullivan.

## Trama
Distrutto dal dolore dopo la morte di sua madre, Olaf diviene un vagabondo. Questi viene trattato crudelmente fino a quando non gli viene offerto un pasto da una donna, che vive in una fattoria con il marito e il bambino. Olaf, colpito, ricambia la sua gentilezza. Quando sente di un complotto ordito nei confronti dei coloni per derubarli dei loro averi avvisa la coppia, rallentando l'azione dei malfattori abbastanza a lungo da consentire al marito di presentare un reclamo sulla sua terra. Nella gioia scaturita per aver salvato i propri beni, la coppia si dimentica del tutto di Olaf. Questi, ferito, solo e dimenticato da coloro che ha aiutato, decide di tornare ad essere un vagabondo.

## Produzione
Il film fu prodotto dalla Biograph Company.

## Distribuzione
Distribuito dalla General Film Company, il film - un cortometraggio in una bobina - uscì nelle sale cinematografiche degli Stati Uniti il 19 maggio 1913.